# Conxita Herrero

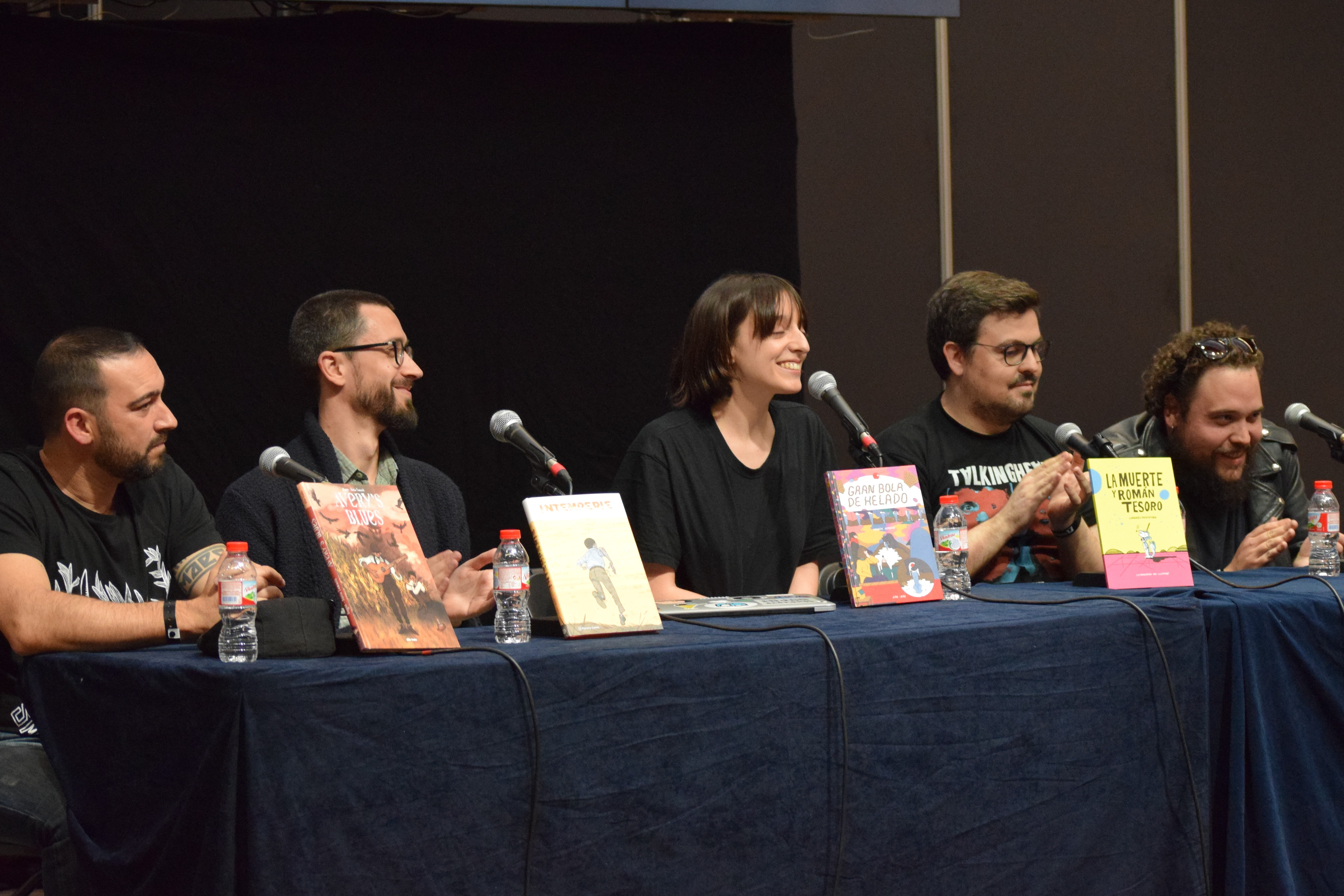
Mesa redonda con los nominados al Premio Autor/a Revelación. De izquierda a derecha: Angux, Javi Rey, Conxita Herrero, Lorenzo Montatore y Víctor Puchalski. Salón Internacional del Cómic de Barcelona de 2017.

Conxita Herrero (El Prat de Llobregat, 1993) es una dibujante de cómics y cantante española, considerada una promesa del cómic de vanguardia.

## Trayectoria
Estudió en la Escuela Massana de Barcelona. Herrero ha publicado varios fanzines a modo de auto-publicación y también ha participado en fanzines colectivos y feministas como Bulbasur y Hits with tits. Desde 2014, colabora como ilustradora con la revista VICE.
En 2016, publicó Gran bola de helado con la editorial independiente Apa Apa Comics, un cómic formado por 17 historias cortas sobre la cotidianidad de las protagonistas, publicación que la llevó en 2017 a estar nominada al Premio de Autora Revelación del Salón Internacional del Cómic de Barcelona. Gracias a este acontecimiento, en 2017 también participó con sus dibujos en la publicación de un dossier contra la censura y a favor de la libertad de expresión, impulsado por el diario Ara.
Por otro lado, su faceta artística se amplía como cantante del grupo de música Tronco, un proyecto musical de pop, punk y experimental que ha impulsado conjuntamente con su hermano Fermín y que lo ha llevado a participar en 2016 en el concurso de maquetas musicales "Autoplacer" y a dar varios conciertos, entre otros los "Anocheceres de la UB" y La Caja. En 2016, publicaron su primer LP-debut con la discográfica independiente Elefant Records.

## Obra

### Cómic
- 2016 – Gran bola de helado. Apa Apa Comics. ISBN 978-84-92615-18-6

### Música
- 2016 – Tronco - Abducida por formar una pareja. Elefant Records.

- 2018 – Tronco - Tralará. Elefant Records.